# George H. W. Bush (Schiff)
Die USS George H. W. Bush (CVN-77) ist ein Flugzeugträger der United States Navy und gehört der Nimitz-Klasse an. Als letzter Träger der Klasse ist die Bush gegenüber ihren Schwesterschiffen stark modifiziert und stellt einen technologischen Wandel in Richtung der nachfolgenden Gerald-R.-Ford-Klasse dar.
Namenspatron ist der 41. Präsident der Vereinigten Staaten, George Herbert Walker Bush.

## Technik
Die Länge der George H. W. Bush beträgt wie bei jedem Träger der Nimitz-Klasse 317 Meter an der Wasserlinie und 333 m über alles, die Breite 40,84 Meter am Rumpf. Voll beladen verdrängt das Schiff ca. 97.000 Standardtonnen. Auf dem Schiff arbeiten etwa 5680 Personen, davon etwa 3200 Besatzungsmitglieder und 2480 Angehörige der Flugstaffel. Die Bush kann 85 Luftfahrzeuge aufnehmen.
Auf der Bush werden gegenüber den vorherigen Schiffen der Nimitz-Klasse zahlreiche Neuerungen erprobt. Zur Signalreduktion wurden die Deckskanten angerundet, die Insel und die Antennen wurden verkleidet. Gleichzeitig wurde auch der innere Aufbau der Insel modernisiert, um den Zugang zum Flugdeck zu verbessern. Der Aufbau des Hangars unter Deck wurde optimiert, um ein effizienteres Arbeiten zu ermöglichen. Das gesamte elektrische System ist hier in getrennt abgesicherte Zonen eingeteilt, um Ausfälle auf kleine Sektionen beschränken zu können. Bei vielen Systemen wurde zudem der Automatisierungsgrad erhöht.
Wie die Verkleinerung der Insel wurde auch der Wulstbug bereits auf dem Vorgänger Ronald Reagan erstmals eingeführt und auf der Bush beibehalten.

## Geschichte
CVN-77 wurde 2001 bestellt, der Auftrag wurde wie für alle Träger der Klasse an Newport News Shipbuilding (NNS) vergeben. Dort wurde am 19. Mai 2003 der Kiel für den Träger gelegt, nach über drei Jahren Bauzeit lief das Schiff vom Stapel und wurde getauft. Taufpatin war George H. W. Bushs Tochter Dorothy Bush Koch. Die Navy wollte das Schiff im April 2008 übernehmen und am 10. Januar 2009 offiziell in Dienst stellen.
Anfang 2008 wurde jedoch offenbar, dass NNS hinter dem Zeitplan zurückblieb; eine Ablieferung an die Navy, wie vertraglich vereinbart, im April des Jahres war damit, trotz zahlreicher Überstunden der Werftarbeiter, ebenso unmöglich wie der daraufhin festgesetzte Termin am 11. November. Die Fertigstellung sollte nun Mitte März 2009 erfolgen. Trotzdem hielten Navy und Werft am Termin für die Indienststellung am 10. Januar 2009 fest, da George H. W. Bushs Sohn George W. Bush zu diesem Termin noch amtierender Präsident war. Danach benötigte der Träger noch etwa einen Monat Bauzeit. Damit stellt die Navy ein Schiff in Dienst, bevor es durch die üblichen Testfahrten gegangen war. Diese begannen erst im Februar, im April sollte das Schiff an die Navy übergeben werden. Dies wurde jedoch weiter verzögert, nachdem in den Not-Dieselgeneratoren Verschmutzungen durch Metallsplitter und gummiartige Dichtungsteile gefunden worden waren. Erst am 11. Mai nahm die Navy das Kriegsschiff ab.
Am 19. Mai 2009 fanden die ersten Flugdeckoperationen statt. Die erste Landung und den ersten Start führte eine F/A-18F Super Hornet der Air Test and Evaluation Squadron (VX) 23 durch. Am 19. Juni kehrte die Bush in ihre Bauwerft zurück, um dort kleinere Probleme beheben zu lassen. Am 28. Januar 2010 verließ sie die Werft wieder und begann weitere Testfahrten.
Die George H. W. Bush ist seit 2010 in der Naval Station Norfolk mit Carrier Air Wing Eight als Bordgeschwader stationiert. Zu seiner ersten operativen Seereise stach der Träger zusammen mit seiner Kampfgruppe am 11. Mai 2011 in See, der Einsatz führt ins Mittelmeer und bis in den Indischen Ozean.

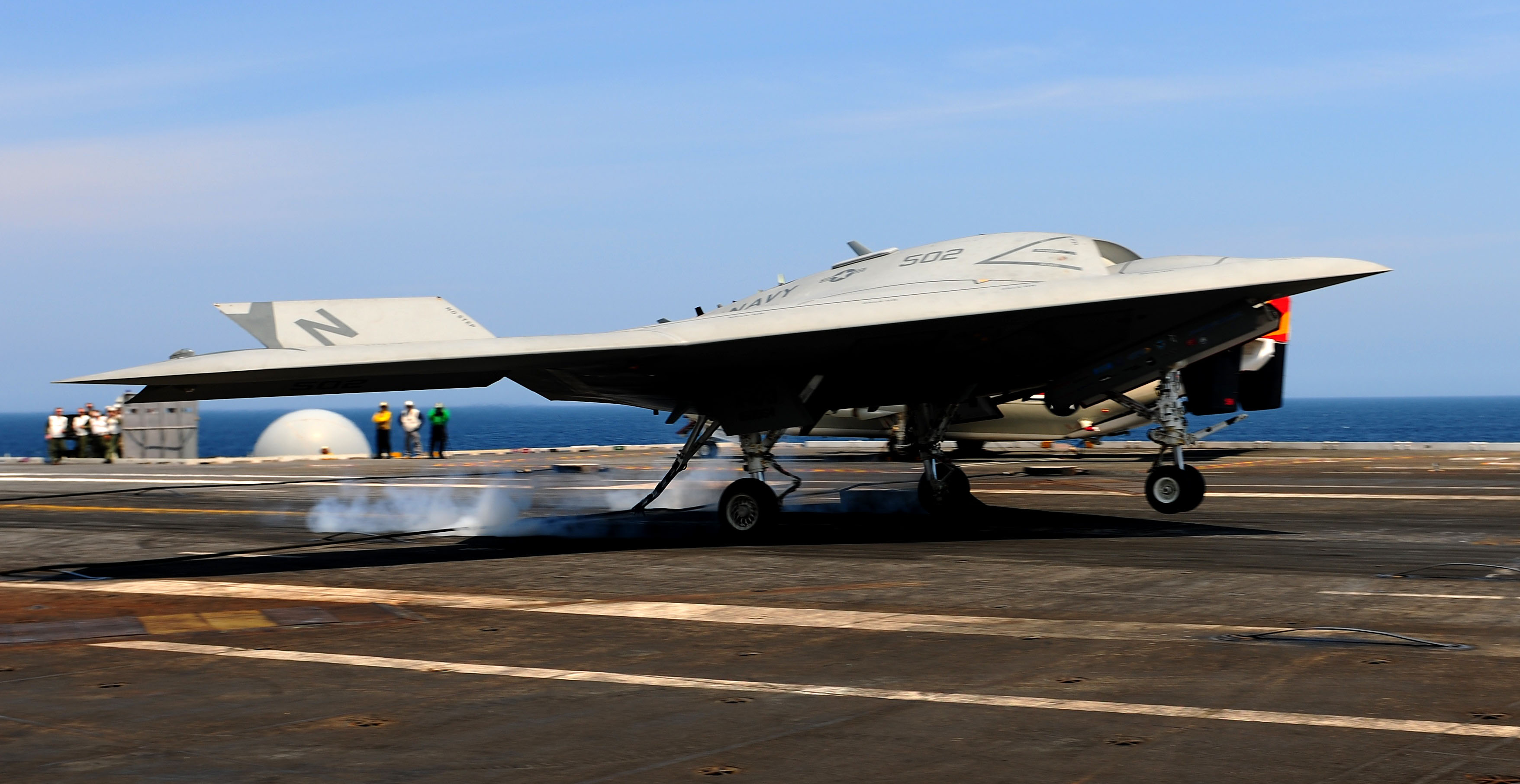
X-47B landet auf der George H. W. Bush

Am 10. Juli 2013 führte eine Drohne vom Typ X-47B auf der George H. W. Bush die erste vollständige Landung (inklusive Arretierung ihres Fanghakens in der Fangleine) auf dem Flugdeck eines auf See operierenden Flugzeugträgers durch.
Am 4. März 2014 lief die George H. W. Bush im Zuge der Annexion der Krim durch Russland 2014 den von Sewastopol nur etwa eine Flugstunde entfernten Hafen des Natopartners Griechenland in Piräus an.
Am 14. Juni 2014 wurde die USS George H. W. Bush in Folge des Vormarsches der Milizen der dschihadistischen ISIS im Irak in den Persischen Golf entsandt, um dort auf mögliche Militärschläge vorbereitet zu sein. Am 8. August 2014 griffen zwei Kampfjets des Trägers Artilleriegeschütze der Milizen nahe der Stadt Erbil an. Dieser Einsatz war der letzte einer EA-6B-Staffel der US Navy. Die letzten Exemplare dieses Flugzeugtyps wurden nach der Heimkehr des Trägers im November 2014 außer Dienst gestellt.